# Фалампен
Фалампен (фр. Phalempin) — коммуна во Франции, регион О-де-Франс, департамент Нор, округ Лилль, кантон Аннёллен, в 15 км к югу от Лилля. Через территорию коммуны проходит автомагистраль А1 «Нор». В центре коммуны находится железнодорожная станция Фалампен линии Париж-Лилль.
Население (2014) — 4 729 человек.

## Экономика
Структура занятости населения:
- сельское хозяйство — 1,1 %
- промышленность — 10,4 %
- строительство — 12,7 %
- торговля, транспорт и сфера услуг — 45,7 %
- государственные и муниципальные службы — 30,2 %

Уровень безработицы (2017) — 10,3 % (Франция в целом — 13,4 %, департамент Нор — 17,6 %). 

Среднегодовой доход на 1 человека, евро (2017) — 24 900 (Франция в целом — 21 110, департамент Нор — 19 490).

## Демография
Динамика численности населения, чел.

## Администрация
Пост мэра Фалампена с 2000 года возглавляет член партии Республиканцы Тьерри Лазаро (Thierry Lazaro), бывший депутат Национального собрания Франции по 6-му избирательному округу департамента Нор. На муниципальных выборах 2020 года возглавляемый им правый блок одержал победу, набрав в 1-м туре 74,47 % голосов.
| Период | Период | Фамилия       | Партия                                                                       | Примечания                                                                                 |
| ------ | ------ | ------------- | ---------------------------------------------------------------------------- | ------------------------------------------------------------------------------------------ |
| 1959   | 1971   | Морис Ватрело |                                                                              |                                                                                            |
| 1971   | 1991   | Луи Флинуа    |                                                                              | фермер                                                                                     |
| 1991   | 2000   | Альбер Лефевр | Разные правые                                                                | фермер                                                                                     |
| 2000   |        | Тьерри Лазаро | Объединение в поддержку Республики, Союз за народное движение, Республиканцы | налоговый контролер, член Генерального совета департамента, депутат Национального собрания |